# Harlequin (Lady Gaga)
Harlequin is een studioalbum ofwel soundtrack van de Amerikaanse zangeres Lady Gaga voor de film Joker: Folie à Deux uit 2024 van Todd Phillips. Het album werd uitgebracht op 27 september 2024 door Interscope Records. Het album is geïnspireerd op de film, waarin Gaga het DC Comics-personage Harley Quinn vertolkt.
Naast het album van Gaga, werd er van de film ook een soundtrack uitgebracht met de hoofdrolspelers Joaquin Phoenix en Lady Gaga. Tevens werd er gelijktijdig ook een soundtrack uitgebracht met de originele filmmuziek van Hildur Guðnadóttir.

## Tracklijst
Alle muziek en teksten zijn geschreven (tussen haakjes).

| 1.                 | Good Morning (Nacio Herb Brown, Arthur Freed, Stefani Germanotta, Michael Polansky) | Lady Gaga, Benjamin Rice               | 2:47 |
| 2.                 | Get Happy (2024) (Harold Arlen, Ted Koehler, Germanotta, Polansky)                  | Lady Gaga, Rice                        | 3:12 |
| 3.                 | Oh, When the Saints (Traditional, Germanotta, Polansky)                             | Lady Gaga, Rice                        | 3:43 |
| 4.                 | World on a String (Arlen, Koehler)                                                  | Lady Gaga, Rice                        | 2:37 |
| 5.                 | If My Friends Could See Me Now (Cy Coleman, Dorothy Fields, Germanotta, Polansky)   | Lady Gaga, Rice                        | 2:44 |
| 6.                 | That's Entertainment (Arthur Schwartz, Howard Dietz)                                | Lady Gaga, Rice                        | 4:10 |
| 7.                 | Smile (Charlie Chaplin, John Turner, Geoffrey Parsons)                              | Lady Gaga, Rice                        | 3:42 |
| 8.                 | The Joker (Leslie Bricusse, Anthony Newley)                                         | Lady Gaga, Rice                        | 2:52 |
| 9.                 | Folie à Deux (Germanotta)                                                           | Lady Gaga, Rice                        | 3:00 |
| 10.                | Gonna Build a Mountain (Bricusse, Newley)                                           | Lady Gaga, Rice                        | 2:52 |
| 11.                | Close to You (Burt Bacharach, Hal David)                                            | Lady Gaga, Rice                        | 2:44 |
| 12.                | Happy Mistake (Germanotta, BloodPop, Michael Tucker)                                | Lady Gaga, BloodPop, Rice              | 4:08 |
| 13.                | That's Life (Dean Kay, Kelly Gordon)                                                | Lady Gaga, David Campbell, Jason Ruder | 3:04 |
| Totale duur: 41:27 |                                                                                     |                                        |      |